# Okres Nitra
Nitra (Hongaars: Nyitra) is een district (Slowaaks: Okres) in de Slowaakse regio Nitra. De hoofdstad is Nitra. Het district bestaat uit 2 steden (Slowaaks: mesto) en 60 gemeenten (Slowaaks: obec).
Zes procent van de bevolking (9.076 personen) behoorden tot de Hongaarse minderheid in Slowakije. In de gemeenten Dolné Obdokovce (Alsóbodok), Veľký Cetín (Nagycétény) en  Hosťová (Nyitrageszte) vormen de Hongaren de meerderheid van de bevolking. Verder zijn de gemeenten Čechynce (Csehi), Kolíňany (Kolon), Pohranice (Pográny) en Žirany (Zsére) gemeenten waar de Hongaarse bevolking aanzienlijk is (meer dan 40%).
De Hongaren wonen met name in de enclave Zoboralja.

## Steden
- Nitra
- Vráble

## Hongaarse minderheid
In de gemeenten Dolné Obdokovce, Štitáre, Babindol, Branč, Čifáre, Jelenec, Klasov, Kolíňany, Veľký Cetín, Čechynce, Nitrianske Hrnčiarovce, Hosťová, Pohranice en Žirany maken de Hongaren meer dan 20% van de bevolking uit. In deze gemeenten is het Hongaars een officiële taal.

## Lijst van gemeenten
| - Alekšince - Báb - Babindol - Bádice - Branč - Cabaj-Čápor - Čab - Čakajovce - Čechynce - Čeľadice - Čifáre - Dolné Lefantovce - Dolné Obdokovce - Golianovo - Horné Lefantovce - Hosťová - Hruboňovo - Ivanka pri Nitre - Jarok - Jelenec | - Jelšovce - Kapince - Klasov - Kolíňany - Lehota - Lúčnica nad Žitavou - Lukáčovce - Lužianky - Ľudovítová - Malé Chyndice - Malé Zálužie - Malý Cetín - Malý Lapáš - Melek - Mojmírovce - Nitrianske Hrnčiarovce - Nová Ves nad Žitavou - Nové Sady - Paňa - Podhorany | - Pohranice - Poľný Kesov - Rišňovce - Rumanová - Svätoplukovo - Štefanovičová - Štitáre - Šurianky - Tajná - Telince - Veľká Dolina - Veľké Chyndice - Veľké Zálužie - Veľký Cetín - Veľký Lapáš - Vinodol - Výčapy-Opatovce - Zbehy - Žirany - Žitavce |

Okres Komárno · Okres Levice · Okres Nitra · Okres Nové Zámky · Okres Šaľa · Okres Topoľčany · Okres Zlaté Moravce